# Dream (film, 2008)
Pour les articles homonymes, voir Dream.
Pour plus de détails, voir Fiche technique et Distribution.
Dream (비몽, Bimong) est un film sud-coréen réalisé par Kim Ki-duk, sorti en 2008.

## Fiche technique
- Titre : Dream
- Titre original : 비몽 (Bimong)
- Réalisation : Kim Ki-duk
- Scénario : Kim Ki-duk
- Musique : Park Ji-woong
- Société de distribution : Showbox
- Pays d'origine : Corée du Sud
- Langue : coréen
- Format : Couleurs - 35 mm
- Genre : Drame et fantastique
- Durée : 95 min
- Date de sortie : 9 octobre 2008  Corée du Sud, 24 mars 2010  France

## Distribution
- Joe Odagiri : Jin
- Lee Na-yeong : Ran
- Jang Mi-hie : docteur
- Kim Tae-hyeon : ex compagnon de Ran
- Park Ji-a : ex compagne de Jin